# Le Bon Roi Dagobert
Pour les articles homonymes, voir Le Bon Roi Dagobert (homonymie).

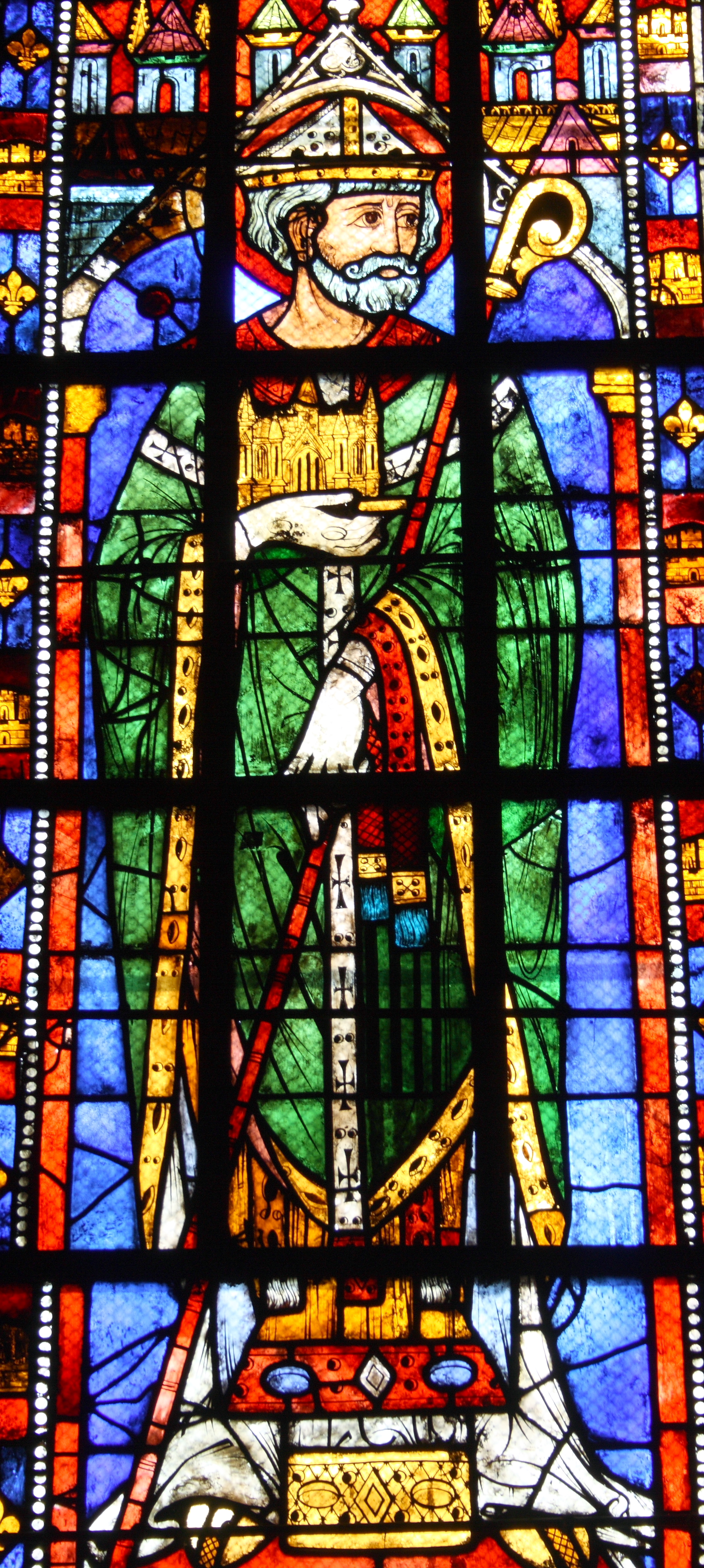
Vitrail de saint Éloi dans l'église Sainte-Anne de Gassicourt, à Mantes-la-Jolie.

Le Bon Roi Dagobert est une chanson parodique française anti-royaliste et anticléricale écrite vers 1787. Elle évoque deux personnages historiques : le roi mérovingien Dagobert Ier (vers 600–639) et son principal conseiller, saint Éloi (vers 588–660), évêque de Noyon. La chanson est dirigée contre Louis XVI et contre les liens entretenus par l'Église catholique avec l'Ancien Régime, mais elle est utilisée plus largement contre les monarchies dans l'histoire de France.
De nos jours, il s'agit de l'une des chansons enfantines françaises les plus courantes.

## Histoire

### Création
Écrite vers 1787, cette chanson serait inspirée d'un air de chasse beaucoup plus ancien, La Fanfare du grand cerf,. Ses couplets sont écrits au fil du temps. Les premières paroles datent de la période révolutionnaire et sont destinées à tourner la monarchie en ridicule, notamment Louis XVI — que l'on trouve alors nonchalant et indécis,,.  Dans l'un des passages dirigés directement contre Louis XVI, on trouve le passage suivant : « Le bon roi Dagobert / Mangeait en glouton du dessert », un texte visant la gloutonnerie dont Louis XVI était censé faire preuve. 

Dagobert est alors perçu comme un archétype de roi fainéant et incapable ; bien que cela ne soit pas la réalité historique, il fournit un bon matériau artistique pour critiquer la monarchie en évitant la censure royale,. L'Église catholique est aussi visée à travers saint Éloi, qui représente dans la chanson une figure d'évêque donnant un blanc-seing au pouvoir politique. Cette évolution est décrite de la sorte : 
La chanson met en lumière le rôle important joué par l'Église française, qui excusait, voire sanctifiait, les abus et les incompétences des rois. À mesure que les événements avançaient vers la Révolution française, la chanson est devenue à la fois anti-monarchique et anti-ecclésiastique. Les deux premiers ordres (noblesse et clergé) sont condamnés comme corrompus, incompétents, et gouvernés par des intérêts qui ne sont pas partagés par le troisième ordre. Ainsi, Dagobert a effectué sa dernière transformation, passant de roi client du saint patron royal à un bouffon, et finalement à l'obscurité. 
Le fait que la critique soit à la fois religieuse et politique se retrouve dans le choix des personnages, Dagobert est ainsi choisi car il est le roi fondateur de la basilique saint Denis. La basilique est l'un des lieux centraux de l'idéologie religieuse qui sous-tend la monarchie de droit divin caractérisant l'Ancien régime.
Après la défaite en Russie et l'exil de Napoléon Ier à l'île d'Elbe, les royalistes reprennent la quinzième strophe. La chanson est donc interdite pendant les Cent-Jours,,. Les paroles sont appliquées plus tard à Louis XVIII à la Restauration et encore à Napoléon III,.

### Postérité

#### Culture populaire
Pour son carillon horaire, l'horloge de l'hôtel de ville de Saint-Denis (en Seine-Saint-Denis) alterne entre deux airs différents, Le Bon Roi Dagobert et Le Temps des cerises.
Au début des années 2000, une étude est lancée dans une dizaine d'écoles primaires françaises ; on demande à des enfants âgés de 8 à 11 ans de dessiner des figures représentant des notions, comme par exemple la gentillesse. Dagobert est l'une des figures stéréotypées les plus dessinées de manière générale et est spécifiquement représenté pour caractériser l'idiotie. Aujourd'hui, elle est considérée comme étant une des chansons enfantines les plus courantes en France, aux côtés de Au clair de la lune.

#### Littérature
L'air est cité par Émile Zola dans Nana et Au bonheur des dames,. Le poète Charles Péguy lui ajoute de nombreux couplets, comme d'autres poètes, qui modèlent la version qu'ils préfèrent. André Rivoire écrit aussi une pièce inspirée de la chanson, Dagobert s'y marie. La traduction de cette référence culturelle a pu poser problème en anglais. Ainsi, un traducteur de Georges Perec en anglais a par exemple fait mention de la question dans le cadre de ses notes de traduction.

#### Musique

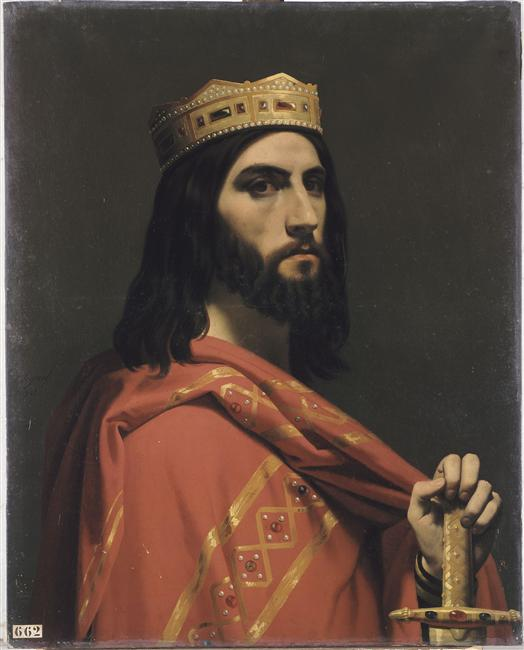
Dagobert Ier, peint par Émile Signol (1804-1892). Peinture conservée au musée national du château et des Trianons de Versailles.

La chanson se démarque comme une inspiration importante de certaines œuvres de Erik Satie,,. Charles Trenet en tire Le Roi Dagobert, version personnelle chantée par Les Compagnons de la chanson en 1949. De son côté, la chanteuse Colette Renard a interprété en 1963 une version paillarde de cette chanson.

#### Peinture
La chanson figure dans les œuvres illustrées de Gustave Doré, notamment son Histoire pittoresque, dramatique et caricaturale de la sainte Russie.

#### Cinéma
De nombreux films en sont tirés, notamment un film franco-italien réalisé par le réalisateur italien Dino Risi de 1984 et intitulé Le Bon Roi Dagobert. On trouve aussi un film muet de Georges Monca datant de 1911, et un film de Pierre Chevalier datant de 1963. La chanson fait partie du répertoire de Geneviève Félix.

## Paroles
1

Le bon roi Dagobert

A mis sa culotte à l'envers ;

Le grand saint Éloi

Lui dit : Ô mon roi !

Votre Majesté

Est mal culottée.

C'est vrai, lui dit le roi,

Je vais la remettre à l'endroit.

2

Comme il la remettait       

Et qu'un peu il se découvrait ;

Le grand saint Éloi

Lui dit : Ô mon roi !

Vous avez la peau

Plus noire qu'un corbeau.

Bah, bah, lui dit le roi,

La reine l'a bien plus noire que moi.

3

Le bon roi Dagobert                       

Fut mettre son bel habit vert ;

Le grand saint Éloi

Lui dit : Ô mon roi !

Votre habit paré

Au coude est percé.

C'est vrai, lui dit le roi,

Le tien est bon, prête-le moi.

4

Du bon roi Dagobert                        

Les bas étaient rongés des vers ;

Le grand saint Éloi

Lui dit : Ô mon roi !

Vos deux bas cadets

Font voir vos mollets.

C'est vrai, lui dit le roi,

Les tiens sont neufs, donne-les moi.

5

Le bon roi Dagobert                        

Faisait peu sa barbe en hiver ;

Le grand saint Éloi

Lui dit : Ô mon roi !

Il faut du savon

Pour votre menton.

C'est vrai, lui dit le roi,

As-tu deux sous ? Prête-les moi.

6

Du bon roi Dagobert                        

La perruque était de travers ;

Le grand saint Éloi

Lui dit : Ô mon roi !

Que le perruquier

Vous a mal coiffé !

C'est vrai, lui dit le roi,

Je prends ta tignasse pour moi.

7

Le bon roi Dagobert                        

Portait manteau court en hiver ;

Le grand saint Éloi

Lui dit : Ô mon roi !

Votre Majesté

Est bien écourtée.

C'est vrai, lui dit le roi,

Fais-le rallonger de deux doigts.

8

Du bon roi Dagobert                  

Le chapeau coiffait comme un cerf ;

Le grand saint Éloi

Lui dit : Ô mon roi !

La corne au milieu

Vous siérait bien mieux.

C'est vrai, lui dit le roi,

J'avais pris modèle sur toi.

9

Le roi faisait des vers                        

Mais il les faisait de travers ;

Le grand saint Éloi

Lui dit : Ô mon roi !

Laissez aux oisons

Faire des chansons.

Eh bien, lui dit le roi,

C'est toi qui les feras pour moi.

10

Le bon roi Dagobert                 

Chassait dans la plaine d'Anvers ;

Le grand saint Éloi

Lui dit : Ô mon roi !

Votre Majesté

Est bien essoufflée.

C'est vrai, lui dit le roi,

Un lapin courait après moi.

11

Le bon roi Dagobert    

Allait à la chasse au pivert ;

Le grand saint Éloi

Lui dit : Ô mon roi !

La chasse aux coucous

Vaudrait mieux pour vous.

Eh bien, lui dit le roi,

Je vais tirer, prends garde à toi.

12

Le bon roi Dagobert                        

Avait un grand sabre de fer ;

Le grand saint Éloi

Lui dit : Ô mon roi !

Votre Majesté

Pourrait se blesser.

C'est vrai, lui dit le roi,

Qu'on me donne un sabre de bois.

13

Les chiens de Dagobert                        

Étaient de gale tout couverts ;

Le grand saint Éloi

Lui dit : Ô mon roi !

Pour les nettoyer

Faudrait les noyer.

Eh bien, lui dit le roi,

Va-t-en les noyer avec toi.

14

Le bon roi Dagobert                        

Se battait à tort, à travers ;

Le grand saint Éloi

Lui dit : Ô mon roi !

Votre Majesté

Se fera tuer.

C'est vrai, lui dit le roi,

Mets-toi bien vite devant moi.

15

Le bon roi Dagobert                        

Voulait conquérir l'univers ;

Le grand saint Éloi

Lui dit : Ô mon roi !

Voyager si loin

Donne du tintouin.

C'est vrai, lui dit le roi,

Il vaudrait mieux rester chez soi.

16

Le roi faisait la guerre                        

Mais il la faisait en hiver ;

Le grand saint Éloi

Lui dit : Ô mon roi !

Votre Majesté

Se fera geler.

C'est vrai, lui dit le roi,

Je m'en vais retourner chez moi.

17

Le bon roi Dagobert                   

Voulait s'embarquer pour la mer ;

Le grand saint Éloi

Lui dit : Ô mon roi !

Votre Majesté

Se fera noyer.

C'est vrai, lui dit le roi,

On pourra crier : « Le Roi boit ! ».

18

Le bon roi Dagobert                        

Avait un vieux fauteuil de fer ;

Le grand saint Éloi

Lui dit : Ô mon roi !

Votre vieux fauteuil

M'a donné dans l'œil.

Eh bien, lui dit le roi,

Fais-le vite emporter chez toi.

19

La reine Dagobert                   

Choyait un galant assez vert ;

Le grand saint Éloi

Lui dit : Ô mon roi ! 

Vous êtes cornu,

J'en suis convaincu.

C'est bon, lui dit le roi,

Mon père l'était avant moi.

20

Le bon roi Dagobert

Mangeait en glouton du dessert ;

Le grand saint Éloi

Lui dit : Ô mon roi !

Vous êtes gourmand,

Ne mangez pas tant.

Bah, bah, lui dit le roi,

Je ne le suis pas tant que toi.

21

Le bon roi Dagobert                      

Ayant bu, allait de travers ;

Le grand saint Éloi

Lui dit : Ô mon roi !

Votre Majesté

Va tout de côté.

Eh bien, lui dit le roi,

Quand tu es gris, marches-tu droit ?

22

À Saint Eloi, dit-on                        

Dagobert offrit un dindon.

Un dindon à moi !

lui dit Saint Eloi,

Votre Majesté

a trop de bonté.

Prends donc, lui dit le roi,

C'est pour te souvenir de moi.

23

Le bon roi Dagobert                        

Craignait d'aller en enfer ;

Le grand saint Eloi

Lui dit : Ô mon roi !

Je crois bien, ma foi

Que vous irez tout droit.

C'est vrai, lui dit le roi,

Ne veux-tu pas prier pour moi ?

24

Quand Dagobert mourut,                        

Le diable aussitôt accourut ;

Le grand saint Éloi

Lui dit : Ô mon roi !

Satan va passer,

Faut vous confesser.

Hélas, lui dit le roi,

#### Chanson
- Louis Montjoie, Chansons populaires de France anciennes et modernes, Sayat, De Borée, 1865, 572 p. (ISBN 978-2-8129-0497-4), p. 15.
- Martine David, Anne-Marie Delrieu et préf. de Claude Roy, Refrains d'enfance : Histoire de 60 chansons populaires, Paris, Éditions Herscher, 1988, 192 p. (ISBN 2-7335-0166-6, OCLC 421759005), p. 70–73.

#### Légende
- Robert Bossuat, Le roi Dagobert, héros de romans du Moyen Âge, dans les Comptes rendus des séances de l'Académie des Inscriptions et Belles-Lettres, 108e année n° 2, p. 361 - 368 [lire en ligne]
- Mireille Schmidt-Chazan, compte-rendu de Laurent Theis, Dagobert, un roi pour un peuple 1982, dans la revue Annales, tome 38-1, 1983, p. 214 - 215 [lire en ligne]